# Gemeinschaft Europäischer Mentalisten
Die Gemeinschaft Europäischer Mentalisten (GEM) e. V. war eine Vereinigung, deren Mitglieder sich innerhalb der darstellenden Kunst überwiegend mit der Sparte Mentalkunst beschäftigten. 2015 löste sich der Verein auf.

## Vereinsziele und -arbeit
Der Verein widmete sich der Förderung und Pflege und dem Vermitteln von Wissen in der Mentalkunst in Theorie und Praxis und unterstützte seine Mitglieder in theoretischen und praktischen Fragen. Daneben widmete sich der Verein einer umfassenden Aufklärungsarbeit und bekämpfte Missstände wie beispielsweise die Scharlatanerie. So vertreten der Verein und seine Mitglieder strenge ethisch-moralische Grundsätze, die jedwede Übervorteilung Anderer, etwa durch Vorgabe nicht natürlicher Fähigkeiten aus finanziellem Interesse, verbieten. In zahlreichen Presseberichten und Aussagen bekannter Mentalisten wurde Bezug auf die Arbeit des Vereins und seine Grundsätze genommen und anhand dieser argumentiert.
Die GEM war der einzige rein der Mentalkunst gewidmete Verband, in dem sich deutschsprachige Mentalisten organisierten. Der Verein zählte bekannte national und international aktive Mentalisten aus Deutschland, Österreich, der Schweiz, den BeNeLux-Staaten, Italien, Spanien und den USA zu seinen Mitgliedern. Die GEM war nicht auf schnelles Wachstum bedacht, sondern vielmehr darauf ausgerichtet, geeignete Mentalkünstler in einer Gemeinschaft zusammenzuführen, die sich aktiv in der Mentalkunst engagierten. Um dieses Interesse zu hinterfragen und bestätigen, mussten sich Vereinsbewerber einer umfassenden Hinterfragung ihrer Absichten unterziehen.
Der Verein bot neben einer umfassenden elektronischen Informationsplattform seinen Mitgliedern eine zentrale Bibliothek mit über 1.000 Titeln. Regelmäßig fanden ein- und mehrtägige Seminare und Workshops statt, die von Vereinsmitgliedern selber oder international bekannten Künstlern gehalten wurden.